# Vedran Mimica
Vedran Mimica (Zagreb, 1954) es un arquitecto croata.

## Biografía
Formado como arquitecto en la Universidad de Zagreb, en 1983 consiguió una beca para estudiar en los Países Bajos trabajando con Herman Hertzberger y como investigador postdoctoral en la Universidad Técnica de Delft. Más tarde, se unió al Instituto Berlage, también en Delft, donde dirigió el Departamento de Educación. Profesor de arquitectura en Zágreb y en el Instituto de Tecnología de Illinois, ha supervisado numerosos estudios de diseño, y ha impartido seminarios y clases de máster, tanto en Berlage como en otras instituciones internacionales, ha organizado distintos eventos y seminarios relacionados con el diseño y la arquitectura en Zagreb, como los International Design Seminars.
Escribe regularmente sobre arquitectura y educación en revistas y publicaciones croatas e internacionales. Entre sus libros destacan Notes on Children, Environment and Architecture (Publikatieburo Bouwkunde, 1992), Contemporary Croatian Architecture: Testing Reality (Oris, 2007) y el volumen Project Zagreb: Transition as Condition, Strategy, Practice (Actar, 2007). Fue comisario de la Bienal Internacional de Arquitectura de Róterdam en 2007 y miembro del comité de expertos del Premio Europeo del Espacio Público Urbano.